# 布拉德·艾伦·刘易斯
布拉德·艾伦·刘易斯（英語：Brad Alan Lewis，1954年11月9日—），美国男子赛艇运动员。他曾代表美国参加1984年夏季奥林匹克运动会赛艇比赛，联同保罗·恩奎斯特获得男子双人双桨金牌。